# 舊金山灣

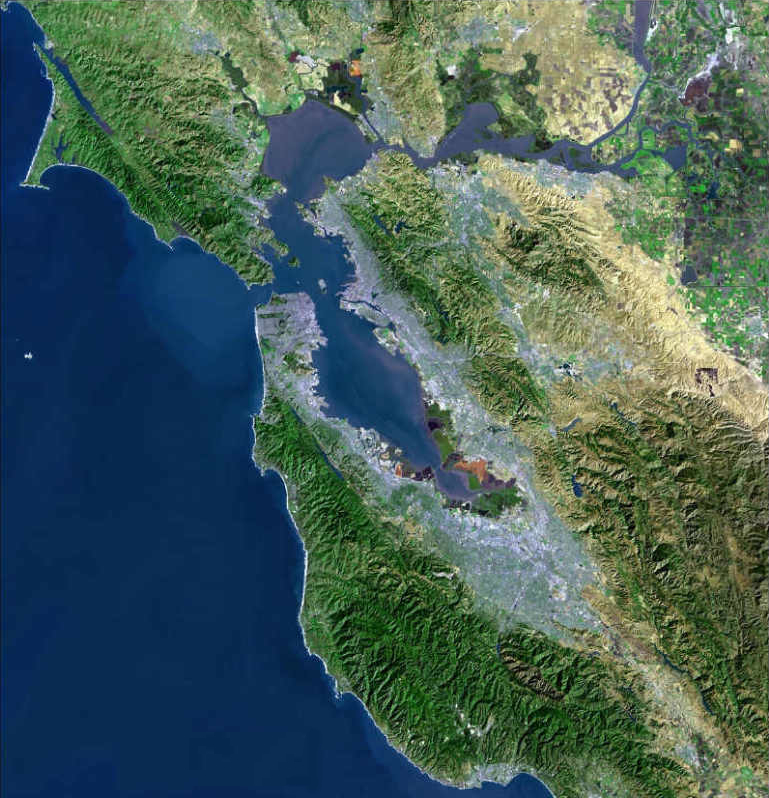
舊金山灣

舊金山灣（英語：San Francisco Bay）是美國加利福尼亞州中部的一個河口灣，位於中央谷地以西，是萨克拉门托河和瓜达卢普河下游的出海口，通过旧金山半岛和马林岬角之间的金门海峡与太平洋相连。海灣呈南北鏈型，周圍分布獨立的城市，以旧金山半岛北端的舊金山、东岸的奧克蘭、以及湾区南端的圣何塞和佛利蒙為主要聚落。
旧金山湾在里奇蒙-聖拉菲大橋以北的水域都称为「北灣」（North Bay），也称「聖帕布羅灣」（San Pablo Bay），在东面通过卡基内斯海峡与中央谷地出口的苏森湾和萨克拉门托河—圣华金河三角洲相连；聖拉菲大橋以南、金門大橋以东、旧金山—奥克兰海湾大桥以北的水域稱為「中灣」（Central Bay），是整个湾区受潮汐和风暴潮影响最明显的水域；從海灣大橋往南的全部水域则都稱為「南灣」（South Bay），是整个湾区最大的部分，面积超过北湾和中湾之和。而当地人惯用的“東灣”称呼與地理名稱稍有不同，是个舊金山灣區的行政区划 ，泛指在卡基内斯海峡以南的湾区（包括北湾、中湾和南湾）东海岸的所有城市，即康特拉科斯塔县和阿拉米达县在代阿布洛岭以西的沿海腹地。
旧金山湾内有四個著名島嶼：面积最大的阿拉米达岛是美国除纽约市诸岛外人口最多的岛屿，也是阿拉米达市的主体，被奥克兰河口将其与奥克兰市相隔；天使島是一個州立公園；人造的金銀島和其原身的芳草岛是海湾大桥的中段基点，原是一个海軍基地，現已轉為民用；阿爾卡特拉斯島設有二十世紀專門關押最惡劣罪犯的一個監獄（現已停用），號稱無人能從這裡脫逃，因為它四面環水、水溫極低且有白鯊出沒。除此之外还有拜尔岛、红石岛、东西马林岛等未经开发的岛屿。
舊金山灣因其优越的通航条件，沿岸设有许多码头和小港口，并提供多種休閒娛樂項目，包括帆船、帆板、皮艇、游钓、游泳等。而旧金山湾北端的纳帕谷地区则是著名的葡萄酒产地。

橫跨舊金山灣的橋樑：

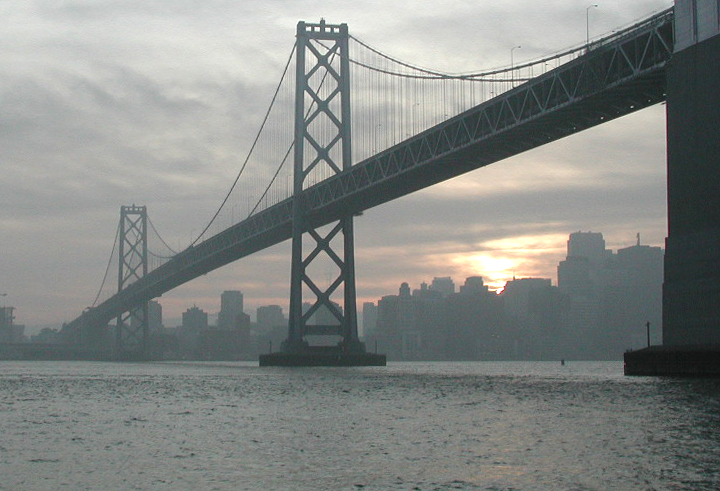
海灣大橋以及舊金山天際線

| 1. | 列治文-聖拉菲大橋     |
| 2. | 金門大橋              |
| 3. | 舊金山-奧克蘭海灣大橋 |
| 4. | 聖馬刁-希活大橋       |
| 5. | 鄧巴頓大橋            |
| 6. | 卡奎納斯橋            |
| 7. | 貝尼西亞-馬丁尼茲橋   |
| 8. | 安迪奧橋              |